# Madbury
Madbury és una població dels Estats Units a l'estat de Nou Hampshire. Segons el cens del 2007 tenia 1.697 habitants.

## Demografia
Segons el cens del 2000, Madbury tenia 1.509 habitants, 534 habitatges, i 411 famílies. La densitat de població era de 49,9 habitants per km².
Dels 534 habitatges en un 42,3% hi vivien nens de menys de 18 anys, en un 63,1% hi vivien parelles casades, en un 9,6% dones solteres, i en un 23% no eren unitats familiars. En el 15% dels habitatges hi vivien persones soles el 5,2% de les quals corresponia a persones de 65 anys o més que vivien soles. El nombre mitjà de persones vivint en cada habitatge era de 2,83 i el nombre mitjà de persones que vivien en cada família era de 3,13.
Per edats la població es repartia de la següent manera: un 30% tenia menys de 18 anys, un 6,4% entre 18 i 24, un 32,3% entre 25 i 44, un 23,7% de 45 a 60 i un 7,6% 65 anys o més.
L'edat mediana era de 36 anys. Per cada 100 dones de 18 o més anys hi havia 97,2 homes.
La renda mediana per habitatge era de 57.981$ i la renda mediana per família de 67.981$. Els homes tenien una renda mediana de 47.969$ mentre que les dones 30.000$. La renda per capita de la població era de 26.524$. Entorn del 3,9% de les famílies i el 5,8% de la població estaven per davall del llindar de pobresa.